# Hemigraphis ledermannii
Hemigraphis ledermannii är en akantusväxtart som beskrevs av Cornelis Eliza Bertus Bremekamp. Hemigraphis ledermannii ingår i släktet Hemigraphis och familjen akantusväxter. Inga underarter finns listade i Catalogue of Life.